# 圣玛丽亚科洛特佩克
圣玛丽亚科洛特佩克（西班牙語：Santa María Colotepec）是墨西哥的一个市镇，位于该国西南部的瓦哈卡州，其亦属于科斯塔地区东部的波丘特拉区。圣玛丽亚科洛特佩克市镇总面积为415.837平方公里。